# ترانسفاغراشان
ترانسفاغراشان  (عبرَ + فاغراش) أو DN7C؛ هو طريق جبلي مرصوف يعبر القسم الجنوبي من جبال الكاربات في رومانيا، مصنف من ضمن الطرق الوطنية، ويعد ثاني أعلى طريق معبد في البلاد بعد ترانسالبينا. يبدأ بالقرب من قرية باسكوف، بالقرب من بيتيشت، ويمتد لمسافة 90 كيلومترًا (56 ميلًا) إلى مفترق الطرق بين DN1 وSibiu، بين أعلى القمم في البلاد، مولدوفينو ونيجوي الطريق، الذي بُني في أوائل السبعينيات بوصفه طريقًا عسكريًا استراتيجيًا، يربط بين المناطق التاريخية في ترانسيلفانيا ووالاشيا

## تاريخ
بُنيَ طريق ترانسفاغراشان بين عامي 1970 و1974 في أثناء حكم نيكولاي تشوتشيسكو بمثابة رد فعل على غزو تشيكوسلوفاكيا عام 1968 من قبل الاتحاد السوفيتي. أراد تشوتشيسكو ضمان وصول عسكري سريع عبر الجبال في حالة الغزو السوفيتي. في ذلك الوقت، كان لدى رومانيا بالفعل العديد من الممرات الجبلية الاستراتيجية عبر جبال الكاربات الجنوبية، سواءً كانت موروثة من حقبة ما قبل الشيوعية (DN1 وDN67C المرتفع) أو مبنية خلال السنوات الأولى من النظام الشيوعي (DN66). ومع ذلك، كانت هذه الممرات بنحو أساسي عبر وديان الأنهار، وكان من السهل على السوفييت صدها والهجوم عليها. لذلك أمر تشوتشيسكو ببناء طريق عبر جبال فيغارس، التي تقسم شمال غرب وجنوب رومانيا.
شيدت الطريق بصفة رئيسية من قبل القوات العسكرية، وكان للطريق تكلفة مالية وبشرية عالية. نُفِذَ العمل في مناخ جبال الألب، على ارتفاع 2000 متر (6600 قدم)، باستخدام ما يقرب من ستة ملايين كيلوغرام (5900 طن طويل، 6600 طن قصير) من الديناميت، وبسبب توظيف أفراد عسكريين مبتدئين غير مدربين على تقنيات التفجير، مات العديد من العمال.  تشير السجلات الرسمية إلى أن 40 جنديًا فقط لقوا حتفهم، ولكن التقديرات غير الرسمية للعمال تقدر العدد بالمئات. افتُتحت الطريق رسميًا في 20 سبتمبر 1974، على الرغم من استمرار العمل، ولا سيما تعبيد الطريق، حتى عام 1980.

## المسار
يصعد الطريق إلى ارتفاع 2042 مترًا (6699 قدمًا)، ما يجعله ثاني أعلى ممر جبلي في رومانيا بعد ترانسالبينا. وهو طريق متعرج، تتخلله انعطافات حادة شديدة الانحدار،  ومنحنيات طويلة على شكل حرف S،  ومنحدرات حادة. وهو عامل جذب وتحدٍ في الوقت نفسه للمتنزهين وراكبي الدراجات والسائقين وعشاق الدراجات النارية. بسبب التضاريس، يبلغ متوسط السرعة نحو 40 كم في الساعة (25 ميلًا في الساعة). يوفر الطريق أيضًا الوصول إلى بحيرة باليا وشلال باليا.
عادةً، يُغلق الطريق من أواخر أكتوبر حتى أواخر يونيو بسبب الثلوج.  اعتمادًا على الطقس، قد يظل مفتوحًا حتى أواخر نوفمبر، أو قد يغلق حتى في الصيف، وتوفر اللافتات الموجودة في بلدة Curtea de Argeș وقرية كارتي سوارا المعلومات.
يحتوي ترانسفاغراشان على عدد من الأنفاق (إجمالي 5)، وقناطر أكثر من أي طريق آخر في رومانيا. بالقرب من أعلى نقطة، في بحيرة باليا، يمر الطريق عبر نفق باليا، أطول نفق طريق في رومانيا على ارتفاع 884 م (2900 قدم).
على طول الجزء الجنوبي من الطريق، بالقرب من قرية أريفو، تقع قلعة بويناري. كانت القلعة مقر إقامة فلاد المخوزق، مصدر إلهام لبرام ستوكر كونت دراكولا.
يستخدم القسم الشمالي لمسابقات ركوب الدراجات السنوية، متضمنةً جولة رومانيا، وقد استُخدم  قسم 22 كم (14 ميل) إلى بحيرة باليا منذ عام 2011 لجولة Sibiu لركوب الدراجات.  تُعد هذه الأقسام متشابهة في الصعوبة مع تسلق كاتيجوري في سباق فرنسا للدراجات.

## المراجع الثقافية

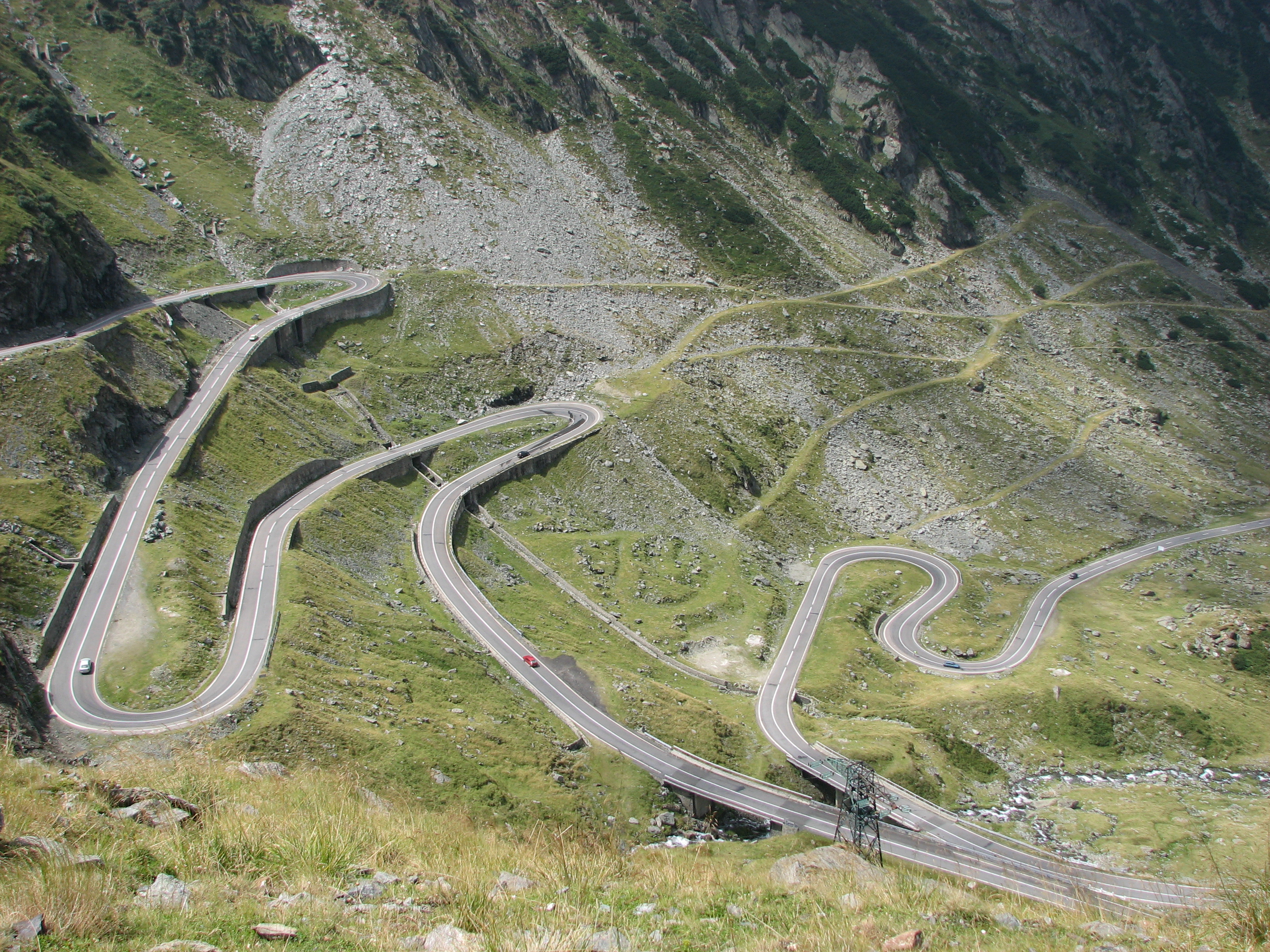
صورة توضح اللفات في طريق ترانسفاغراشان والتي تؤدي إلى بحيرة بيليا.

## معرض صور

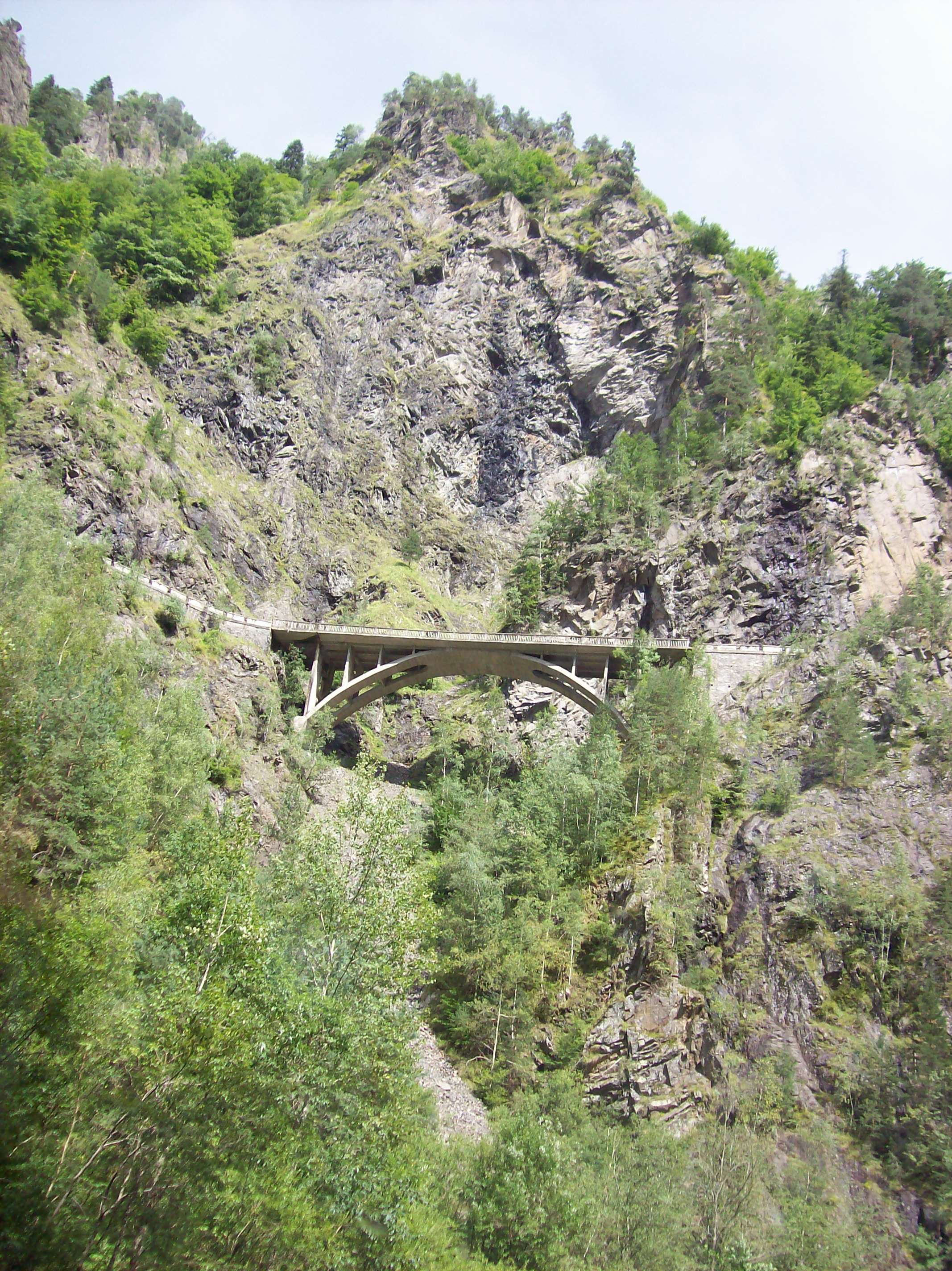
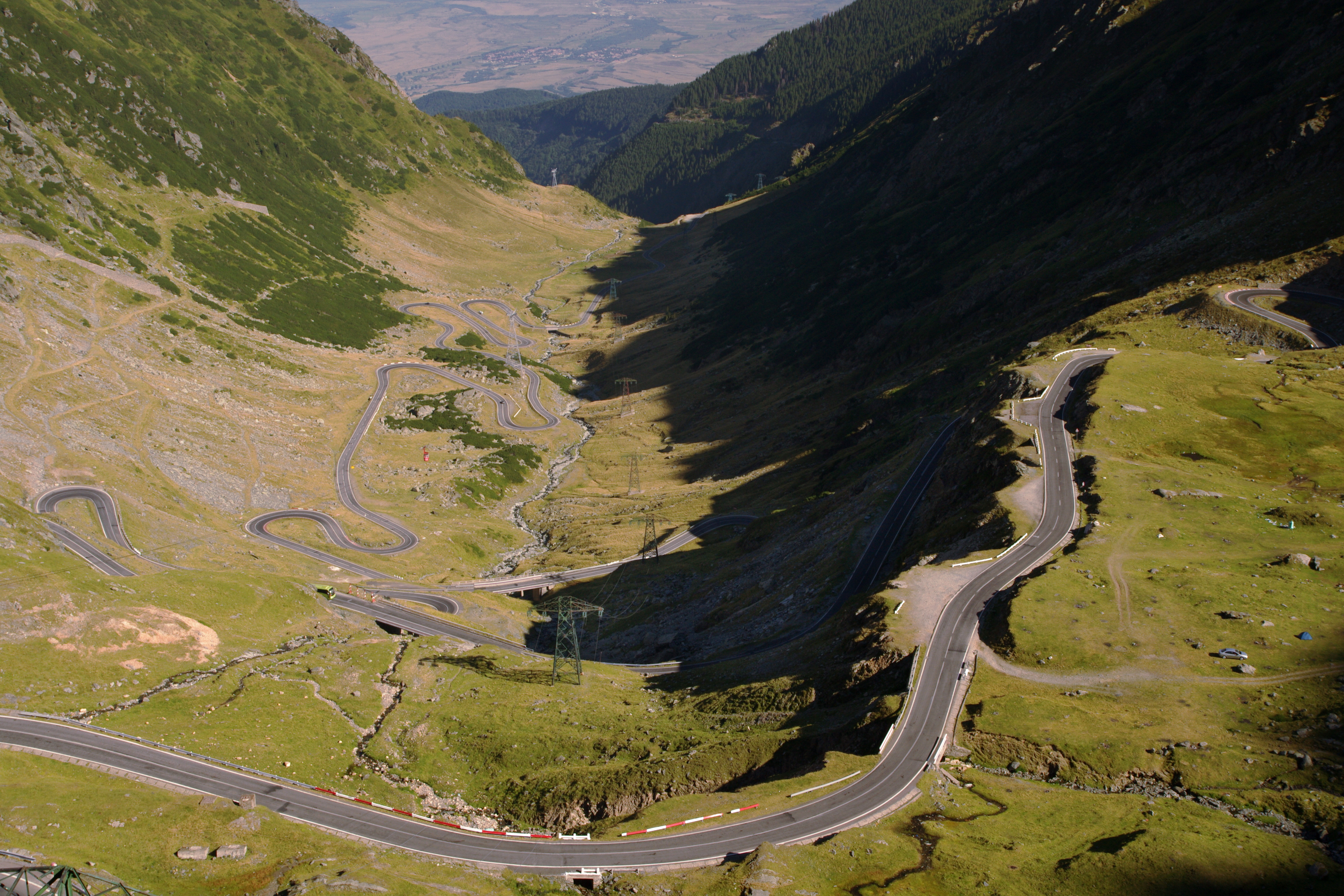
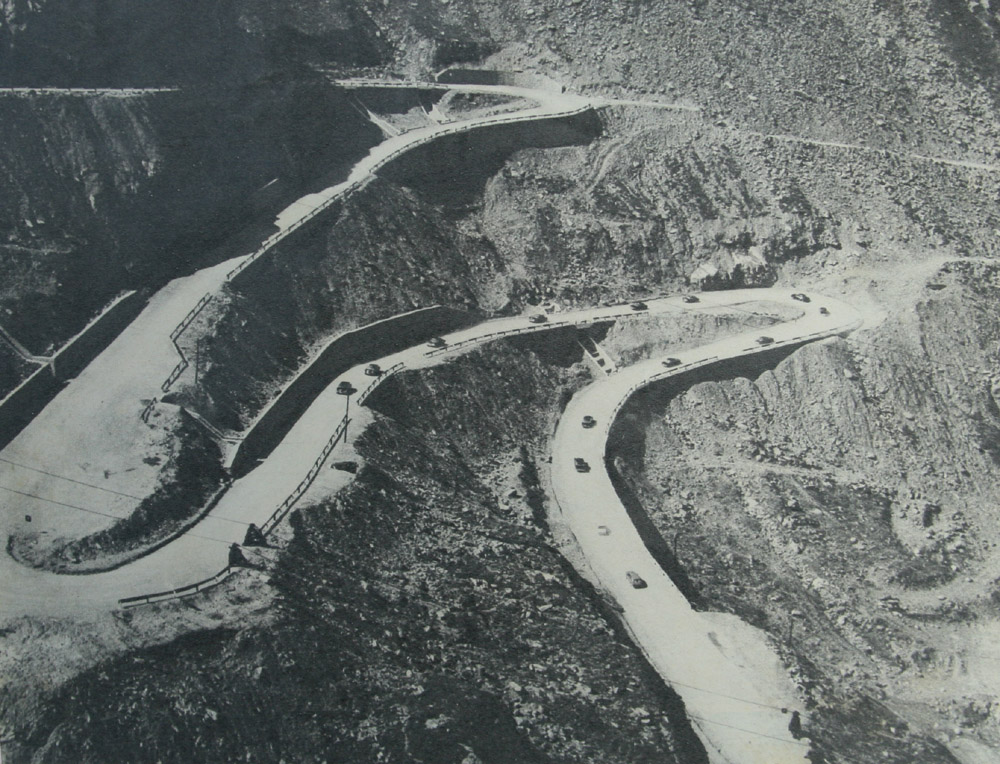
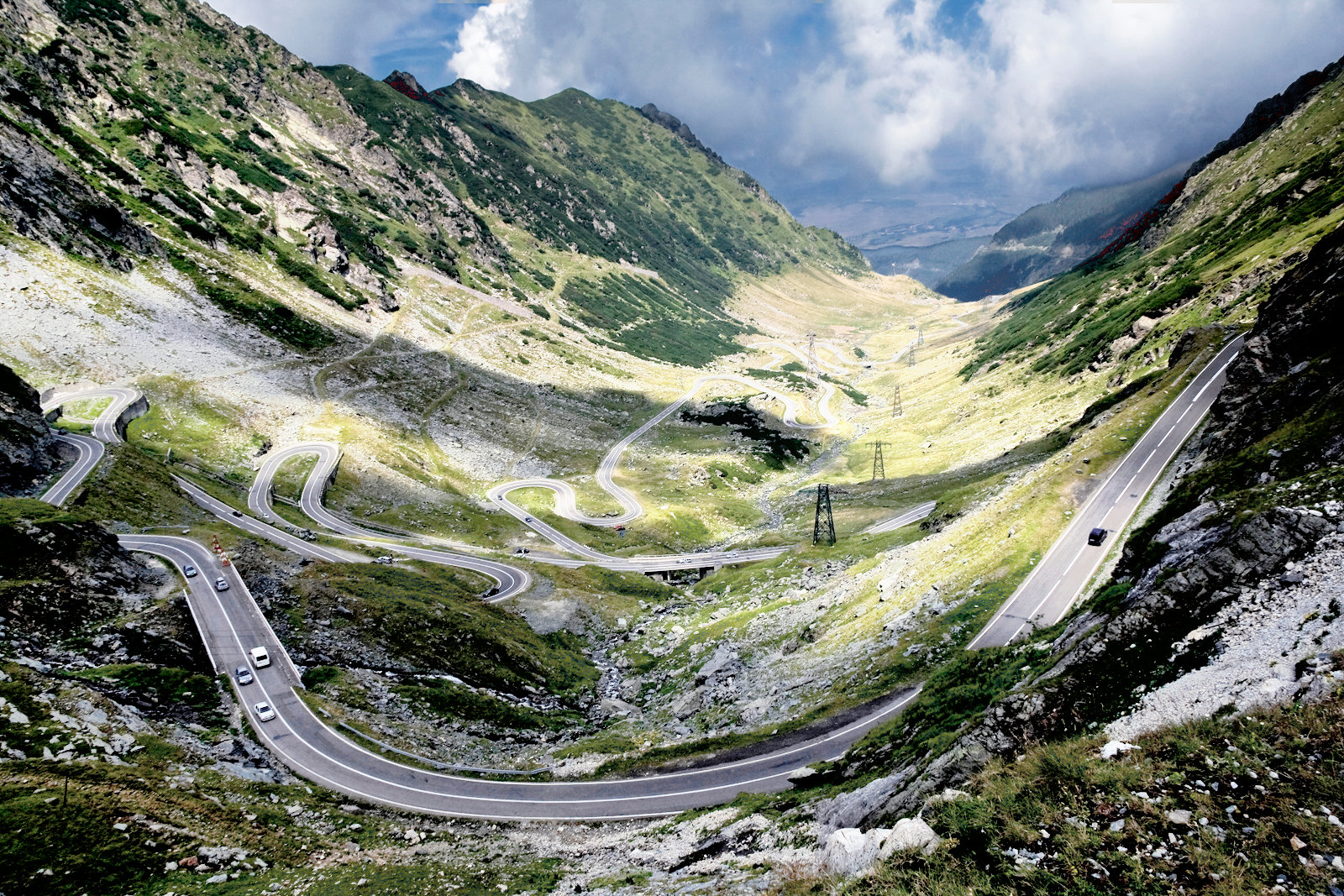
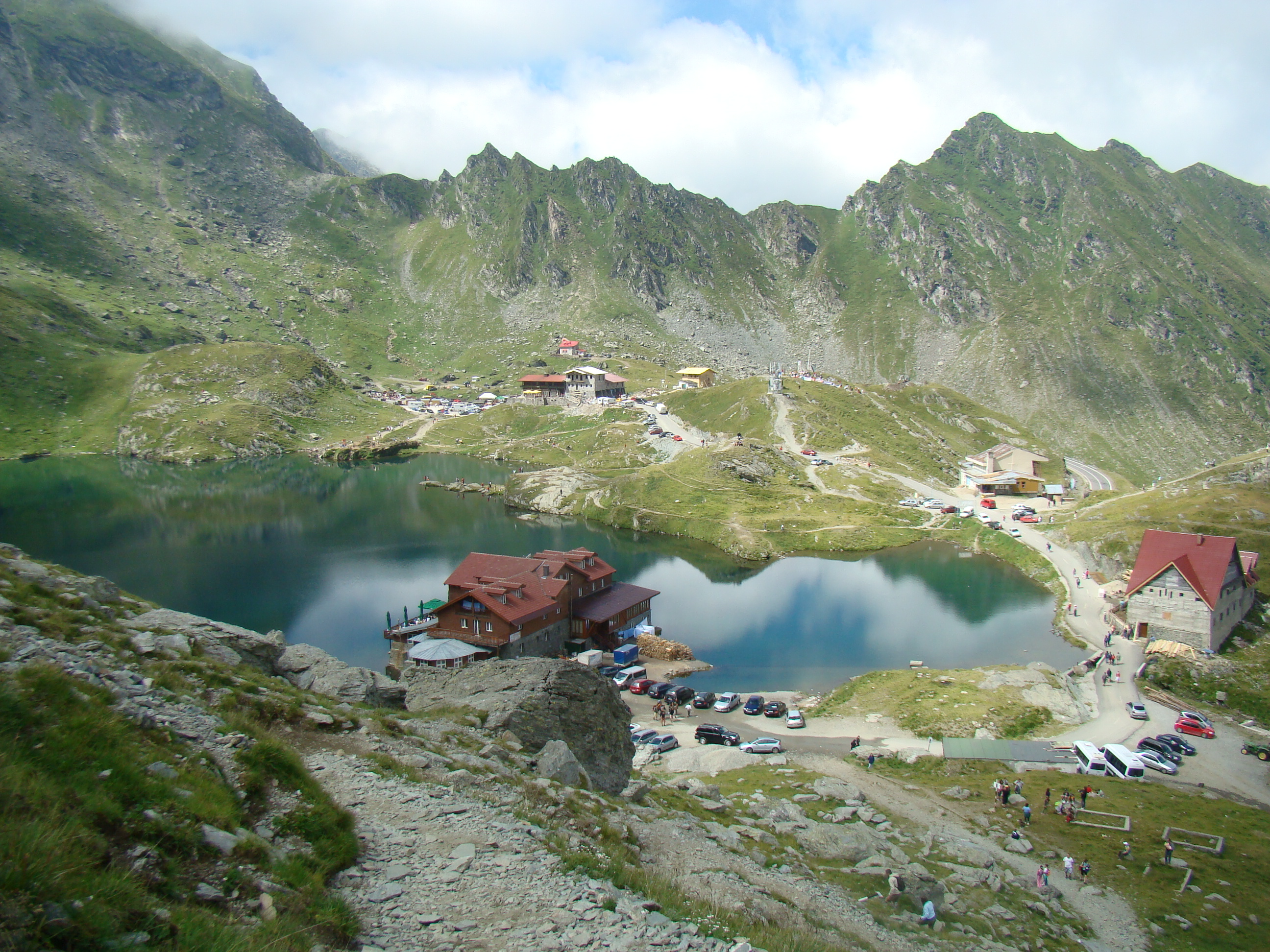
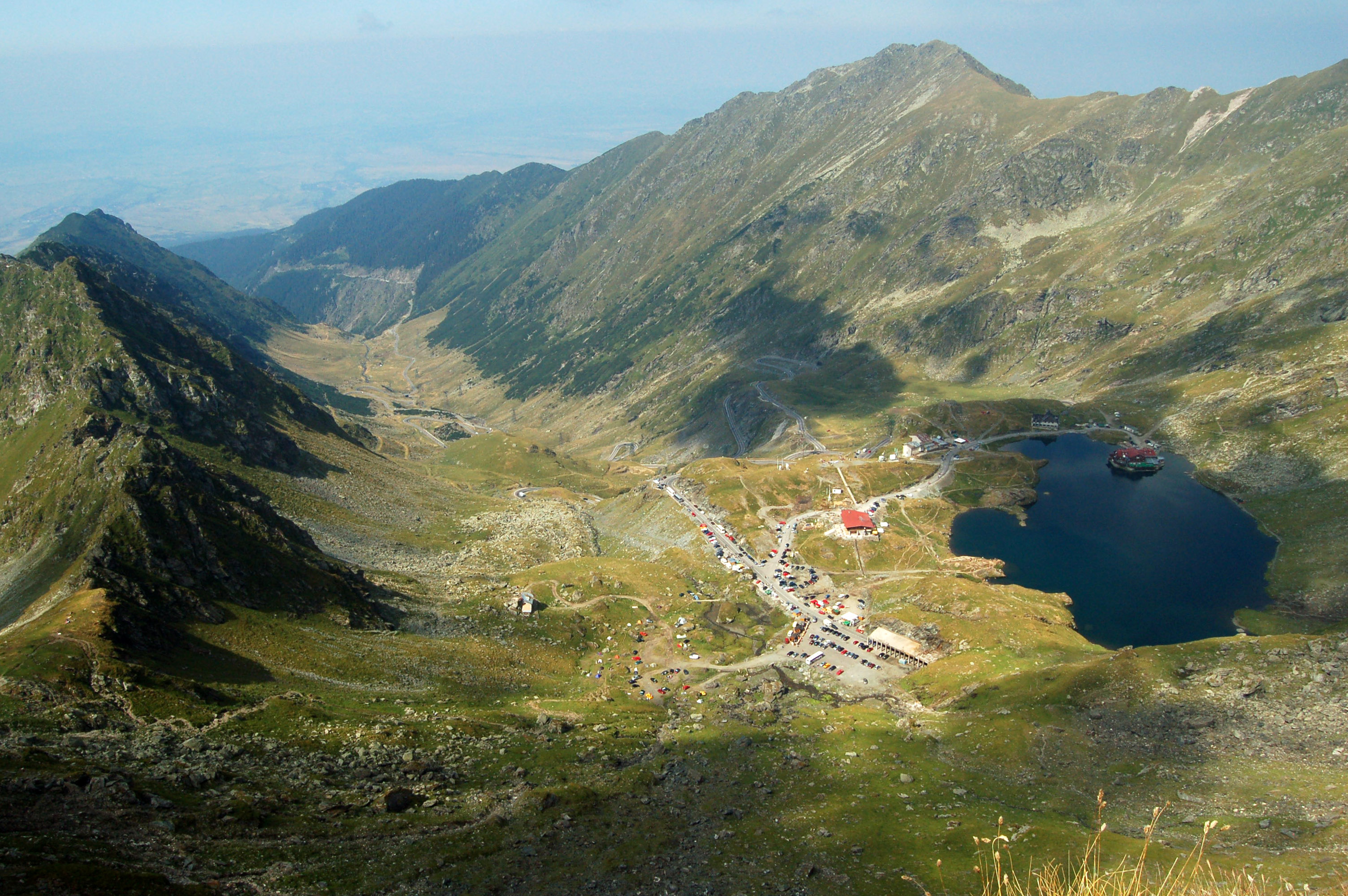